# Miguel Paulino Tato
Miguel Paulino Tato, quien utilizaba en sus crónicas el seudónimo de Néstor (Buenos Aires, 1902-Buenos Aires, 1986), fue un periodista y crítico de cine argentino. Su nombre se volvió conocido  cuando se desempeñó como director y censor oficial del Ente de Calificación Cinematográfica de Argentina, labor durante la cual prohibió, editó o censuró de alguna forma cientos de películas entre 1974 y 1980.
De familia humilde, de joven trabajó como canillita hasta que gracias a la ayuda de uno de sus clientes, Carlos Muzzio-Sáenz Peña (director durante muchos años del diario El Mundo) comenzó a trabajar como dibujante en el diario Última Hora. Se desempeñó más adelante en otros medios de prensa como Mundo Argentino, El Hogar y otras revistas de la editorial Haynes, fue jefe de prensa de la distribuidora Paramount en la Argentina y profesor de caligrafía, castellano e historia. En 1973 participó como crítico de cine en el programa Matinata de Silvio Soldán, por Radio El Mundo. A partir de los años '70 comenzó a desempeñarse como censor tanto en gobiernos peronistas como de facto, y dio numerosas entrevistas en las que dejó traslucir sus ideas conservadoras. Su labor en el Ente de Calificación terminó poco después de la llegada de la democracia a la Argentina en 1983.
En 1952 incursionó por primera y única vez en la dirección cinematográfica de la película Facundo, el tigre de los llanos.

## Ente de Calificación Cinematográfica
Desde su creación en 1968 durante la dictadura de Juan Carlos Onganía hasta su disolución en 1983, el Ente de Calificación Cinematográfica prohibió u ordenó recortar 727 películas, la gran mayoría desde el golpe del 24 de marzo de 1976 hasta la derrota en la guerra de Malvinas, en junio de 1982.
Miguel Paulino Tato lo dirigió entre el 20 de agosto de 1974 al 24 de marzo de 1976, durante la presidencia de María Estela Martínez de Perón; y desde esa fecha hasta noviembre de 1978, durante la dictadura cívico-militar que tomó el poder ese día. Ha sido considerado el máximo censor de la historia del cine argentino.
Durante su gestión se revocaron muchos permisos de exhibición que habían sido otorgados por Octavio Getino cuando estuvo al frente del Ente Calificador hasta ser destituido el 22 de noviembre de 1973 por el ministro de Educación Jorge Alberto Taiana. Así, el 27 de octubre de 1974 se prohibieron nueve películas por considerar que "exaltan el sexo, realizan apología de la violencia y atacan alevosamente las instituciones". Entre agosto de 1974 y el 28 de febrero de 1975 Tato prohibió o canceló el permiso de exhibición de 50 películas. En junio de 1975 prohibió el filme nacional Proceso a la infamia y al cumplir 15 meses al frente del Ente había prohibido 146 filmes.. Entre ellas el uso de la palabra “travestí” en la película llamada “Mi novia el travestí”, que solo pudo ser proyectada con el nombre de Mi_novia_el..., con Alberto Olmedo y en ese entonces el famoso actor transformista Jorge Perez Evelyn, quien fuera reemplazado por Susana Giménez ante la negativa rotunda de Tato de permitir un hombre vestido de mujer.Jorge Perez Evelyn abandono el país.
La dictadura militar consideró que no había nadie más eficaz que él para llevar adelante la tarea. “Es el monumento a la censura”, lo define Hernán Invernizzi, autor de Cine y Dictadura.
Los cortes de escenas que Tato ordenó para permitir el estreno de la película brasileña Doña Flor y sus dos Maridos,  basada en el libro de Jorge Amado y dirigida por Bruno Barreto, son esclarecedores de su preocupación por el contenido de índole sexual. No le gustaban las películas de karatecas, como las protagonizadas por Bruce Lee.
También elogió a las fuerzas policiales cuando irrumpían en los cines que no cumplían con la calificación de “prohibido para menores de 18 años”. En febrero de 1978 le envió un telegrama al comisario Juan Elcaraz Scarabiuk, de Mar del Plata, donde durante la temporada de verano se registraban continuas infracciones a la prohibición, en el cual Tato le decía: “Mis sinceras felicitaciones por la eficaz labor y merecido éxito en su labor moralizadora”.

## Ideología
Tato se reivindicaba orgullosamente como "nazi". En la revista Rico Tipo criticó la parodia de Hitler que Charles Chaplin hacía en El gran dictador. Tato llegó a hacer comentarios racistas y hasta pro-nazis; a propósito del estreno de Shaft en África (1973) dijo "¡Negros, al Africa!"
“Yo digo que solamente me falta la cruz de hierro, ¿no? Porque yo había mandado muertas más películas que los que mandaban los alemanes en la guerra y porque siempre me he tomado el pelo a mí mismo”, afirmó en un reportaje.

## Filmografía
- Facundo, el tigre de los llanos (director, 1952)

## En la cultura popular
Tato es el protagonista de la canción de Sui Generis Las increíbles aventuras del Señor Tijeras, escrita por Charly García y publicada en el disco Pequeñas Anécdotas Sobre las Instituciones, de 1974. Como todo el disco la letra de esta canción está repleta de metáforas para esquivar la censura. Una parte más explícita de la canción sí fue censurada: "Yo detesto a la gente que tiene el poder de decir lo que es bueno y lo que es malo también, sólo el pueblo, mi amigo, es capaz de entender, los censores de ideas temblarían de horror, ante el hombre libre con su cuerpo al sol."
La película argentina El censor (1995), dirigida por Eduardo Calcagno y protagonizada por Ulises Dumont, está inspirada y mayormente basada en la figura de Tato.